# Дамата с камелиите (филм)
„Дамата с камелиите“ (на английски: Camille) е американска романтична драма от Metro-Goldwyn-Mayer през 1936 г., режисиран от Джордж Кюкор, по сценарий на Джеймс Хилтън, Зоуи Акинс и Францис Марион. Филмът е базиран по по едноименния роман през 1848 г. и пиеса през 1852 г. на Александър Дюма. Във филма участват Грета Гарбо, Робърт Тейлър, Лайнъл Баримор, Елизабет Алън, Джеси Ралф, Хенри Даниел и Лаура Хоуп Крюс. Филмът печели $2,842,000.

## В ролите
| Актьор          | Роля                              |
| --------------- | --------------------------------- |
| Грета Гарбо     | Маргьорит Готие                   |
| Робърт Тейлър   | Арманд Дювал                      |
| Лайънъл Баримор | Мосю Дювал                        |
| Елизабет Алън   | Нишет, булката                    |
| Джеси Ралф      | Нанин, прислужницата на Маргьорит |
| Хенри Даниел    | Барон де Варвил                   |
| Ленор Улрич     | Олимп                             |
| Лора Хоуп Крюс  | Пруденс Дуверной                  |
| Рекс О'Мали     | Гастон                            |

## Награди и номинации
През 1937 г. спечелва номинация за „Оскар“ и наградата на филмовите критици в Ню Йорк за най-добра актриса.

## „Дамата с камелиите“ В България
В България е издаден на DVD от Съни Филмс през 2005 г. с български субтитри.